# BBC Lifestyle
Pour les articles homonymes, voir Lifestyle.
BBC Lifestyle est une chaîne de télévision anglophone internationale. La chaîne diffuse des programmes visant un public plutôt féminin, parlant de sujets tels que la cuisine, l'intérieur, le design, la mode, l'esthétique, la santé ou la vie quotidienne.

## Histoire
BBC Lifestyle fut lancée à Singapour par mio TV en July 2007. Elle est également disponible à Hong Kong avec Now TV, en Pologne avec Cyfrowy Polsat en satellite, où elle est lancée en décembre 2007. Puis sur DStv en Afrique du Sud ainsi qu'avec Orbit Showtime au Moyen-Orient en décembre 2008. Elle est aussi diffusé dans les pays scandinaves pour remplacer BBC Food sur Canal Digital, Com Hem, Telia Digital-TV et FastTV.
BBC Lifestyle est entièrement  possédé par BBC Worldwide.